# Adailton da Silva Santos
Adailton da Silva Santos (* 26. Dezember 1979 in Salvador da Bahia; meist nur Adailton genannt) ist ein ehemaliger brasilianischer Fußballspieler. Seine Karriere beendete der Rechtsverteidiger 2008 beim französischen Erstligisten AS Nancy.
Im Januar 2001 wechselte er innerhalb Brasiliens ablösefrei von Barreiras EC zu Criciúma EC. Zur Saison 2005/06 wechselte er ebenfalls ablösefrei zum AS Nancy nach Frankreich, der gerade in die Ligue 1 aufgestiegen war und seinen Kader für die neue Liga aufrüstete. Dort konnte er sich aber nicht durchsetzen und bestritt in den folgenden Jahren lediglich 16 Spiele. Wegen einer schweren Beinverletzung gab er schließlich am 18. Oktober 2008 sein Karriereende bekannt.